# Позив (ТВ серија) (1. сезона)
Прва сезона драмске телевизијске серије Позив емитована је oд 18. новембра до 10. децембра 2023. на РТС 1. 
Прва сезона се састоји од 8 епизода.

## Радња
Аница Рељић, бивша полицијска инспекторка која сада ради у кол центру, добија позив од Соње Тошић, богате самохране мајке која жели да сазна идентитет особе која јој прети телефоном. Док Аница истражује претеће позиве, схвата да су они повезани са криминалном групом из њеног прошлог живота.
Покушава да упозори Соњу, али Соња нестаје, што тера Аницу и Тијану, Соњину бунтовну кћерку, да крену у потрагу за њом. Ускоро откривају да Соња може бити кључ у откривању истине која стоји иза еколошког скандала који потреса земљу: мистериозно тровање три дечака...

## Епизоде
| Бр. еп. (укупно) | Бр. еп. (у сезони) | Наслов | Редитељ     | Сценариста                   | Премијера          |
| --- | ------------------ | ------ | ----------- | ---------------------------- | ------------------ |
| 1. | 1.                 |        | Марко Ђилас | Ива Митровић и Марко Поповић | 18. новембар 2023. |
| Аница, службеница кол-центра телеоператера, једне вечери прима узнемирујући позив од Соње, имућне удовице коју прате и прислушкују јој телефон. Док се претња Соњи појачава, Аница бива увучена у случај, повезан са догађајима из њене прошлости.                  |                    |        |             |                              |                    |
| 2. | 2.                 |        | Марко Ђилас | Ива Митровић и Марко Поповић | 19. новембар 2023. |
| Аница завршава у полицији због провале у Соњину кућу, али је из станице вади њен бивши шеф, Бранко. Соња се ником не јавља на телефон и све су веће сумње да је нестала. Уна одлучује да проблем Анице реши на свој начин...                                        |                    |        |             |                              |                    |
| 3. | 3.                 |        | Марко Ђилас | Ива Митровић и Марко Поповић | 25. новембар 2023. |
| Аница покушава да пронађе локацију Соњиног телефона. Тијана не може да седи скрштених руку и бежи из стричеве куће. Уна и Саја планирају сачекушу Жабцу, док Звездана проналази начин да скине сумњу са Sinpex-а.                                                   |                    |        |             |                              |                    |
| 4. | 4.                 |        | Марко Ђилас | Ива Митровић и Марко Поповић | 26. новембар 2023. |
| Аница схвата да је најбоље да Тијану преда полицији и тражи гаранције за њену безбедност. Из Клиничког центра стижу контрадикторне информације у вези са тровањем дечака. Бранко покушава да направи договор са свима, али све више губи контролу над ситуацијом... |                    |        |             |                              |                    |
| 5. | 5.                 |        | Марко Ђилас | Ива Митровић и Марко Поповић | 2. децембар 2023.  |
| Аница и Тијана откривају са ким се Соња дописивала, али Аница добија шокантне вести које јој скрећу пажњу са Соњиног случаја. Саја покушава да допре до Уне, док Бјелица има сусрет са моћником који жели да утиче на истрагу.                                      |                    |        |             |                              |                    |
| 6. | 6.                 |        | Марко Ђилас | Ива Митровић и Марко Поповић | 3. децембар 2023.  |
| Бежећи од свих, Аница и Тијана покушавају да схвате где је Соња нестала. Ненад је уплашен за своју породицу и одлучује да се заштити. Звездана је забринута због нестанка свог брата, док Бранко сазнаје за његове сумњиве послове.                                 |                    |        |             |                              |                    |
| 7. | 7.                 |        | Марко Ђилас | Ива Митровић и Марко Поповић | 9. децембар 2023.  |
| Аница и Тијана схватају где би могле пронаћи Соњу. Аница решава случај, Бјелица се окреће хватању криваца. Па ипак, једна неочекивана информација о снимку открива да није све онако како се чини.                                                                  |                    |        |             |                              |                    |
| 8. | 8.                 |        | Марко Ђилас | Ива Митровић и Марко Поповић | 10. децембар 2023. |
| Месец дана касније, Аница добија информације које доводе у питање све што је знала о афери Sinpex. Тијана не жели да се сели у иностранство. Једно изненадно откриће довешће Аницу до целе истине о случају дечака са Белог језера.                                 |                    |        |             |                              |                    |